# Jacob Peter Mynster
Jacob Peter Mynster (Copenaghen, 8 novembre 1775 – Copenaghen, 30 gennaio 1854) è stato un teologo e vescovo luterano danese, esponente autorevole della Chiesa di Danimarca.
Il suo elogio funebre venne pronunciato da Hans Lassen Martensen, suo successore. Entrambi sono noti per gli attacchi del filosofo Søren Kierkegaard, che scrisse di Mynster:
(20 novembre 1847 )